# 王承曾
王承曾（？—？），號岑庵，河南歸德府夏邑縣人，明末官员，進士出身。

## 生平
崇禎三年（1630年）庚午科鄉試第三十八名舉人，七年（1634年）登甲戌科二甲第八名進士，户部觀政，本年六月授南京户部湖廣司主事，八年降調，九年降职为顺天府照磨，十年升大理寺副，十二月升户部贵州司主事，管理九門，十一年升湖廣司员外，十二年升襄陽府知府。崇禎十三年六月，张献忠的妻孥被左良玉捉住，送到襄阳关押，王承曾将其收入房中，纵情声色，由此疏于城防。十四年二月，张献忠派二十个骑兵扮作公差，骗开城门，城中内应呼应，襄阳城陷，王承曾弃官逃走。后以失城逮问，闯贼破燕京时始出狱。

## 軼事
王承曾为户部主事時，寵愛一个美少年門子，每日花三分银子雇佣一个人专门给他打扮的花枝招展，有如妓女。一日随王承曾至衙门，门人见其内服皆红紫，而梳饰特异，忽传衙门有妇人，于是堂官骇异，索之则王之门子也，堂官深感厭惡。

## 家族
曾祖王佃，祖父王世科，赠徴仕郎，父王尧卿，徴仕郎、太原卫经历。